# Трудолюбівка (Феодосійський район)
Трудолю́бівка (до 1945 року — Кобе́к, крим. Köbek)  — село Феодосійського району Автономної Республіки Крим. Розташоване в центрі району.